# 布吕肯
布吕肯是德国莱茵兰-普法尔茨州的一个市镇。总面积13.62平方公里，总人口1227人，其中男性618人，女性609人（2011年12月31日），人口密度90人/平方公里。